# Los Angeles Chargers 2020
La stagione 2020 dei Los Angeles Chargers è stata la 51ª della franchigia nella National Football League, la 61ª complessiva e la quarta con Anthony Lynn come capo-allenatore. Fu inoltre la prima in cui le gare casalinghe verranno disputate al SoFi Stadium di Inglewood (condiviso con i Los Angeles Rams), dopo avere giocato al Dignity Health Sports Park a Carson come casa temporanea nelle ultime tre stagioni.
Dopo essersi separati consensualmente, fu la prima stagione dal 2003 che il quarterback Philip Rivers non era nel roster. Rivers guidò i Chargers a sei apparizioni ai playoff ed era partito ininterrottamente come titolare dal settembre 2006, la più lunga striscia della storia della NFL dietro a Brett Favre. Ad essere nominato titolare fu il quarterback Tyrod Taylor ma dopo un errore medico prima della settimana 2, fu sostituito da Justin Herbert, che finì con l'essere premiato come rookie offensivo dell'anno. Dopo avere sprecato diversi vantaggi nel quarto periodo la squadra si trovò su un record di 3-9, prima di vincere tutte le ultime quattro partite e terminare 7-9.

## Scelte nel Draft 2020
| Scelte dei Chargers nel Draft 2020 |        |                |       |            |
| Giro                               | Scelta | Giocatore      | Ruolo | College    |
| 1                                  | 6      | Justin Herbert | QB    | Oregon     |
| 1                                  | 23     | Kenneth Murray | LB    | Oklahoma   |
| 4                                  | 112    | Joshua Kelley  | RB    | UCLA       |
| 5                                  | 151    | Joe Reed       | WR    | Virginia   |
| 6                                  | 186    | Alohi Gilman   | S     | Notre Dame |
| 7                                  | 220    | K.J. Hill      | WR    | Ohio State |

## Staff
| Staff dei Los Angeles Chargers nel 2020 |
| --- |
| Organi dirigenziali - Chairman/Proprietario/presidente – Dean Spanos - Vice chairman – Michael Spanos - Vice presidente esecutivo/COO/CFO – Jeanne M. Bonk - Amministratore delegato – A.G. Spanos - General manager – Tom Telesco - Presidente – operazioni del football – John Spanos - Vice presidente esecutivo dell'amministrazione del football – Ed McGuire - Dirigente senior– Randy Mueller - Direttore degli osservatori dei professionisti – Dennis Abraham - Direttore senior del personale professionistico – Louis Clark - Direttore del personale del giocatori – JoJo Wooden - Direttore degli osservatori del college – Kevin Kelly Capo allenatore - Anthony Lynn - Assistente c.a./coordinatore special team – George Stewart Altri allenatori - Preparatore atletico – John Lott - Assistente p.a. – Jonathan Brooks - Assistente p.a. - Tyker Judkins Allenatori dell'attacco - Coordinatore offensivo – Shane Steichen - Quarterback – Pep Hamilton - Running back – Mark Ridgley - Wide receiver – Phil McGeoghan - Tight end – Alfredo Roberts - Assistente tight end – Dan Shamash - Offensive line – James Campen - Assistente offensive line – David Diaz-Infante - Controllo qualità – Seth Ryan Allenatori della difesa - Coordinatore difensivo – Gus Bradley - Defensive line – Giff Smith - Assistente defensive line – La'Roi Glover - Linebacker – Richard Smith - Defensive back – Ron Milus - Assistente defensive backs – Addison Lynch - Controllo qualità – Ryan Milus Allenatori dello special team - Assistente dello special team: Keith Burns - Assistente senior – Chris Caminiti - Assistente senior – Rip Scherer |

## Roster
| Roster dei Los Angeles Chargers nel 2020 |
| --- |
| Quarterback - 10 Justin Herbert - 2 Easton Stick - 5 Tyrod Taylor Running Back - 30 Austin Ekeler - 22 Justin Jackson - 27 Joshua Kelley Wide Receiver - 13 Keenan Allen - 15 Jalen Guyton - 84 K.J. Hill - 11 Jason Moore - 12 Joe Reed - 81 Mike Williams Tight End - 82 Stephen Anderson - 88 Virgil Green - 86 Hunter Henry - 89 Donald Parham Offensive Linemen - 75 Bryan Bulaga T - 66 Dan Feeney G - 76 Forrest Lamp G - 74 Storm Norton T - 79 Trey Pipkins T - 53 Mike Pouncey C - 61 Scott Quessenberry C - 73 Tyree St. Louis T - 69 Sam Tevi T - 70 Trai Turner G Defensive Linemen - 97 Joey Bosa DE - 91 Cortez Broughton DT - 54 Melvin Ingram DE - 93 Justin Jones DT - 95 Linval Joseph DT - 98 Isaac Rochell DE - 71 Damion Square DT - 99 Jerry Tillery DT Linebacker - 51 Emeke Egbule OLB - 56 Kenneth Murray OLB - 42 Uchenna Nwosu OLB - 52 Denzel Perryman MLB - 49 Drue Tranquill MLB - 59 Nick Vigil OLB - 44 Kyzir White OLB Defensive Back - 24 Nasir Adderley SS - 37 Tevaughn Campbell CB - 43 Michael Davis CB - 28 Brandon Facyson CB - 32 Alohi Gilman S - 25 Chris Harris Jr. CB - 26 Casey Hayward CB - 23 Rayshawn Jenkins FS - 20 Desmond King CB Special Team - 4 Michael Badgley K - 1 Ty Long P - 45 Cole Mazza LS Lista delle riserve - 33 Derwin James SS (IR) Squadra di allenamento - 57 Asmar Bilal OLB - 34 Darius Bradwell RB - 38 John Brannon CB - 50 Cole Christiansen MLB - 80 Jeff Cotton WR - 96 Breiden Fehoko DT - 63 Nate Gilliam G - 72 Ryan Groy C - 83 Tyron Johnson WR - 90 Jessie Lemonier DE - 29 Quenton Meeks CB - 40 Gabe Nabers FB - 77 TJ Smith DT - 64 Cole Toner G - 39 Donte Vaughn CB 53 attivi, 1 inattivi, 15 nella squadra di allenamento |
| Legenda - I rookie sono in corsivo. - Il primo ruolo è il principale mentre gli eventuali successivi indicano i ruoli secondari. - (IR) sta per Injured Reserve ed indica la lista ristretta per un solo giocatore infortunato che può tornare ad allenarsi dopo la settimana 6 e a rientrare in prima squadra dopo che questa ha giocato 8 partite. - (NF-Inj.) / (NF-Ill.) stanno rispettivamente per Non-Football Injured e Non-Football Illness ed indicano le liste dove viene inserito un giocatore che ha un infortunio o una malattia non dipendente dal football americano. - (PUP) sta per Physically Unable to Perform ed indica la lista dove viene inserito un giocatore mentre è in attesa di recuperare la condizione fisica. Nella stagione regolare dopo la sesta partita giocata dalla propria squadra, il giocatore ha tempo tre settimane per riprendere ad allenarsi, più tre settimane aggiuntive dal suo rientro agli allenamenti per rientrare in prima squadra. |

## Calendario

### Pre-stagione
Il calendario della fase pre-stagionale è stato annunciato il 7 maggio 2020. Tuttavia, il 27 luglio 2020, il commissioner della NFL Roger Goodell ha annunciato la cancellazione totale della pre-stagione, a causa della pandemia di Covid-19.

### Stagione regolare
| Stagione regolare |                    |                         |                    |                    |                            |                    |
| Turno             | Data               | Avversario              | Risultato          | Record             | Stadio                     | Sintesi            |
| 1                 | 13 settembre       | at Cincinnati Bengals   | V 16–13            | 1–0                | Paul Brown Stadium         | Recap              |
| 2                 | 20 settembre       | Kansas City Chiefs      | S 20–23 (dts)      | 1–1                | SoFi Stadium               | Recap              |
| 3                 | 27 settembre       | Carolina Panthers       | S 16–21            | 1–2                | SoFi Stadium               | Recap              |
| 4                 | 4 ottobre          | at Tampa Bay Buccaneers | S 31–38            | 1–3                | Raymond James Stadium      | Recap              |
| 5                 | 12 ottobre         | at New Orleans Saints   | S 27–30 (dts)      | 1–4                | Mercedes-Benz Superdome    | Recap              |
| 6                 | Settimana di pausa | Settimana di pausa      | Settimana di pausa | Settimana di pausa | Settimana di pausa         | Settimana di pausa |
| 7                 | 25 ottobre         | Jacksonville Jaguars    | V 39–29            | 2–4                | SoFi Stadium               | Recap              |
| 8                 | 1 novembre         | at Denver Broncos       | S 30–31            | 2–5                | Empower Field at Mile High | Recap              |
| 9                 | 8 novembre         | Las Vegas Raiders       | S 26–31            | 2–6                | SoFi Stadium               | Recap              |
| 10                | 15 novembre        | at Miami Dolphins       | S 21–29            | 2–7                | Hard Rock Stadium          | Recap              |
| 11                | 22 novembre        | New York Jets           | V 34–28            | 3–7                | SoFi Stadium               | Recap              |
| 12                | 29 novembre        | at Buffalo Bills        | S 17–27            | 3–8                | Bills Stadium              | Recap              |
| 13                | 6 dicembre         | New England Patriots    | S 0–45             | 3–9                | SoFi Stadium               | Recap              |
| 14                | 13 dicembre        | Atlanta Falcons         | V 20–17            | 4–9                | SoFi Stadium               | Recap              |
| 15                | 17 dicembre        | at Las Vegas Raiders    | V 30–27 (dts)      | 5–9                | Allegiant Stadium          | Recap              |
| 16                | 27 dicembre        | Denver Broncos          | V 19–16            | 6–9                | SoFi Stadium               | Recap              |
| 17                | 3 gennaio          | at Kansas City Chiefs   | V 38–21            | 7–9                | Arrowhead Stadium          | Recap              |

Note: gli avversari della propria division sono in grassetto.

## Premi
- Justin Herbert

rookie offensivo dell'anno

### Premi settimanali e mensili
- Casey Hayward:

difensore della AFC della settimana 1
- Justin Herbert:

rookie della settimana 2
rookie della settimana 4
rookie della settimana 5
rookie offensivo del mese di ottobre
rookie della settimana 7
rookie della settimana 8
rookie della settimana 9
quarterback della settimana 11
rookie della settimana 11
rookie offensivo del mese di novembre
rookie della settimana 15
rookie della settimana 17